# رون رايس
رون رايس (بالإنجليزية: Ron Rice)‏ هو مخرج أمريكي، ولد في 1935 في نيويورك في الولايات المتحدة، وتوفي في 1964 في أكابولكو في المكسيك بسبب ذات الرئة.

## وصلات خارجية
- رون رايس على موقع IMDb (الإنجليزية)
- رون رايس على موقع ألو سيني (الفرنسية)
- رون رايس على موقع أول موفي (الإنجليزية)
- رون رايس على موقع قاعدة بيانات الأفلام السويدية (السويدية)
- رون رايس على موقع قاعدة بيانات الفيلم (الإنجليزية)
- رون رايس على موقع كينوبويسك (الروسية)